# Sterlingsilber

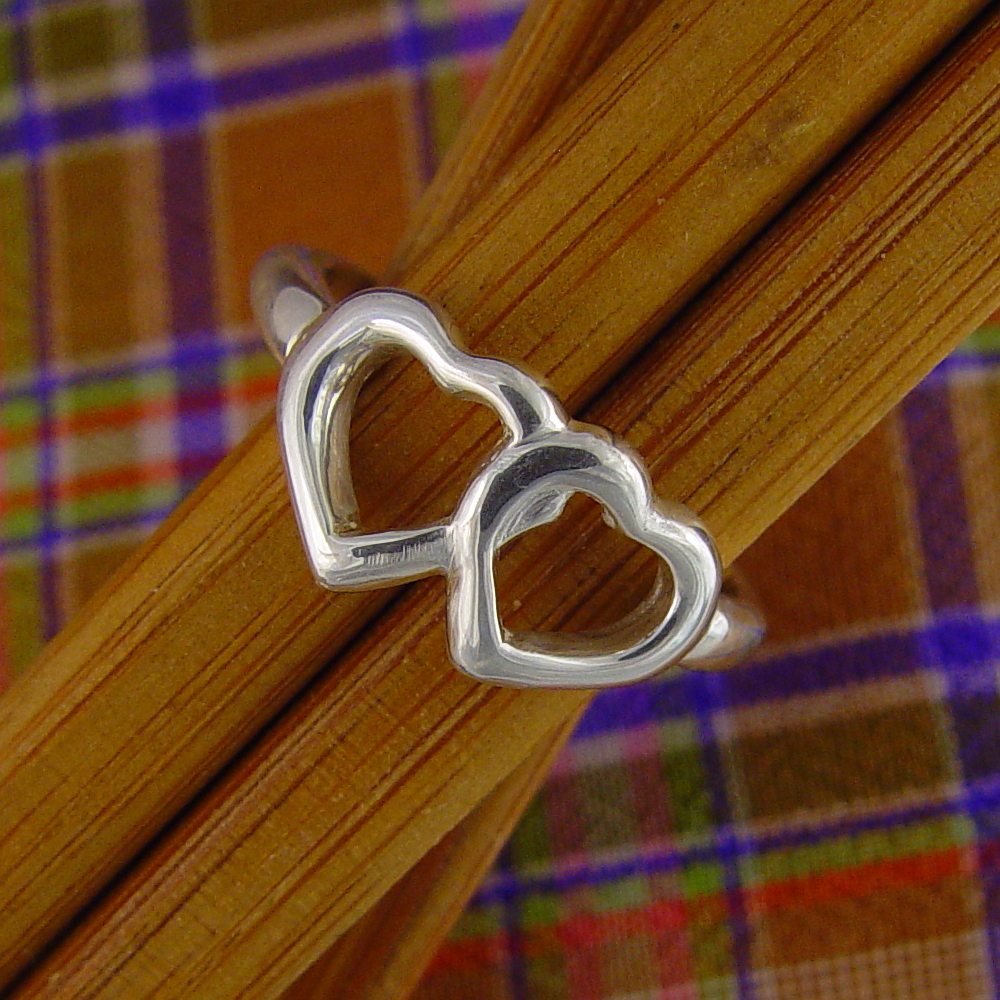
Ring aus Sterlingsilber

Sterlingsilber ist eine Legierung aus 92,5 % Silber und 7,5 % anderen Metallen, normalerweise Kupfer. Der Feingehalt beträgt also 925/1000.

## Wortherkunft
Der Name bezieht sich auf das britische Pfund Sterling; Sterlingsilber war das Münzmaterial der frühen englischen Silberpennys, der „Sterlinge“.
Die Bezeichnung „Sterling“ leitet sich von „e(a)sterling“ (aus dem Osten kommend) her und bezeichnete frühe Pfennigmünzen, die vom europäischen Festland nach England importiert wurden. Vor 1200 war der Begriff auch in Frankreich gebräuchlich.

## Verwendung

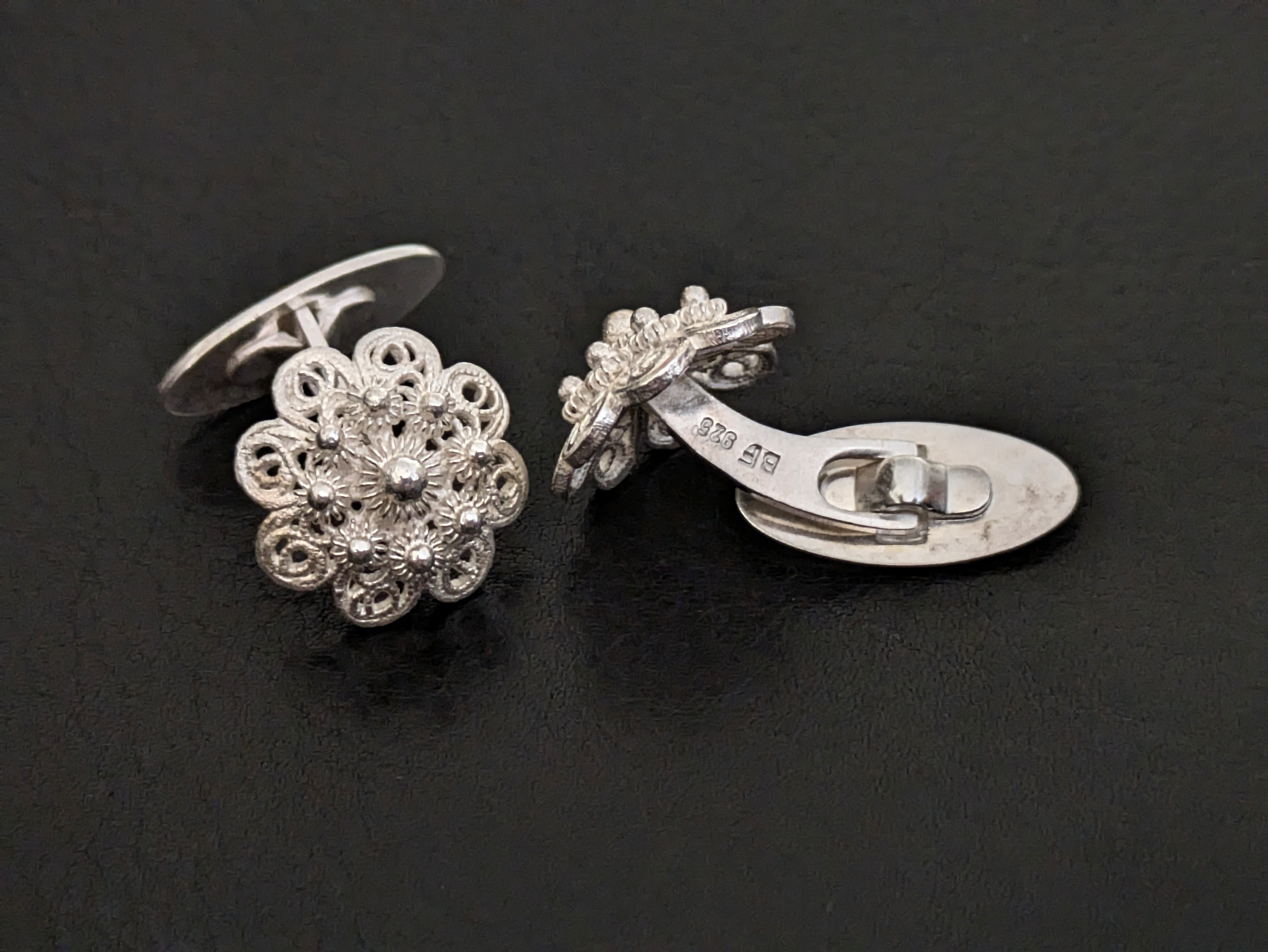
Manschettenknöpfe aus Sterlingsilber mit entsprechender Punze.

Sterlingsilber wird heute für Silberschmuck, -münzen, -medaillen, -pokale, -briefmarken, -besteck und Querflöten verwendet. Es ist härter und etwas rötlicher als reines Silber. Geschmolzenes reines Silber kann bis zum 20-Fachen seines Volumens Sauerstoff aufnehmen, der beim Erstarren plötzlich unter einem „spratzenden“ Geräusch entweicht und die Oberfläche aufreißt. Der Kupfergehalt reduziert die Gefahr des Spratzens und verhärtet das Silber. Der Anteil an unedlen Metallen erniedrigt den Schmelzpunkt von 962 °C bei reinem Silber auf einen Bereich zwischen 820 und 910 °C.
|                | weichgeglüht | 60 % kaltverformt |
| -------------- | ------------ | ----------------- |
| Feinsilber     | 35           | 85                |
| Sterlingsilber | 75           | 140               |